# Tonle Bati
Tonle Bati è un piccolo e tranquillo lago, situato nella Provincia di Takéo in Cambogia.  Molto frequentato soprattutto nei fine settimana per la pace che si può godere tra le capanne disseminate tra le acacie che ombreggiano le rive. Inoltre, è una popolare località di pesca non solo per i turisti, ma anche per i locali.
Nei pressi si trovano le rovine di Ta Prohm e Yeay Peau, due templi ben conservati, risalenti alla fine del XII secolo, sotto il regno di Jayavarman VII.
Il tempio principale di Ta Phrom ha cinque camere, ognuna delle quali contiene un lingam di Shiva e bassorilievi con apsara, mentre il secondo tempio prende il nome dalla madre del re Ta Prohm. Esso fu uno dei numerosi templi costruiti per ospitare le statue Jayabuddhamahanatha, che forse rappresentano il re come Buddha e la sua protezione sui luoghi sacri di quest'area. La parola Jayabuddhamahanatha significa "Vittoria-Buddha-Grande Salvatore" (Victory-Buddha-great Saviour) e potrebbe celebrare la vittoria salvifica di Jayavarman VII sul popolo Cham. Una simile raffigurazione di Buddha, seduto in posizione meditativa (Jayabuddhamahanatha), è ospitata anche al Vihear Prampil Lvengon lungo il cammino della vittoria che introduce al tempio di Angkor Thom.
Entrambi i templi di Taonte Bati mostrano i segni delle distruzioni perpetrate dai khmer rossi.  
A venti minuti di cammino più a sud, si trova il tempio di Phnom Chisor (in lingua khmer:ភ្នំជីសូរ), situato al culmine di una montagna alla quale si accede percorrendo 461 scalini.